# Gales (Töpfer)

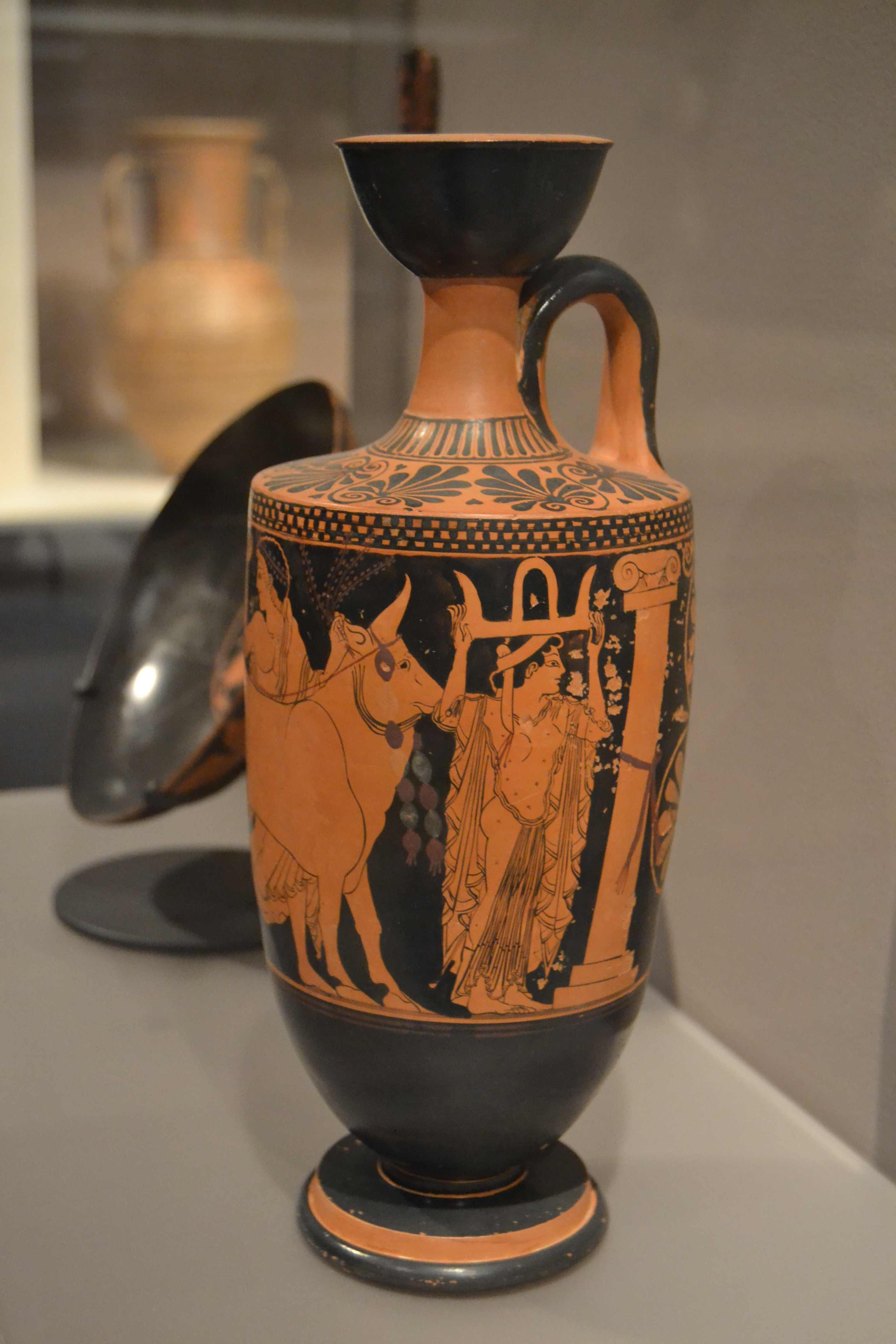
Die Bostoner Lekythos

Gales (altgriechisch Γαλές) war ein antiker attisch–griechischer Töpfer, der im letzten Drittel des 6. Jahrhunderts v. Chr. in Athen tätig war.
Gales ist heute nur noch durch seine Signatur ΓΑΛΕΣ ΕΠΟΙΕΣΕΝ auf zwei rotfigurig verzierten Lekythen bekannt. Beide Vasen wurden vom selben Vasenmaler verziert, der nach dem Töpfer Gales-Maler genannt wurde. Möglicherweise sind Töpfer und Maler identisch. Weitere Werke sind ihm bislang auch nicht durch stilistische Vergleiche zugewiesen worden.
Werkliste
1. Lekythos, Boston, Museum of Fine Arts Inventarnummer 13.195, gefunden in Gela, Motiv: Kühe werden in einer Prozession zum Opferaltar gebracht[1]
2. Lekythos,  Syrakus, Museo Archeologico Regionale Paolo Orsi Inventarnummer 26967, gefunden in Gela, Motiv: Komosszene[2]